# واشنطن رودريغيز (ملاكم)
واشنطن رودريغيز (بالإسبانية: Washington Rodríguez Medina)‏ (6 أبريل 1944 بمونتفيدو في الأوروغواي - 31 ديسمبر 2014 بمونتفيدو في الأوروغواي) هو ملاكم أوروغواني، صنّف ضمن فئة وزن البانتام ‏. شارك في الألعاب الأولمبية الصيفية 1964 والملاكمة في الألعاب الأولمبية الصيفية 1964 – وزن البانتام.

## وصلات خارجية
- واشنطن رودريغيز على موقع بوكس ريك (الإنجليزية) (registration required)
- واشنطن رودريغيز على موقع اللجنة الأولمبية الدولية (الإنجليزية)
- واشنطن رودريغيز على موقع أوليمبيديا (الإنجليزية)